# 小库拉索岛

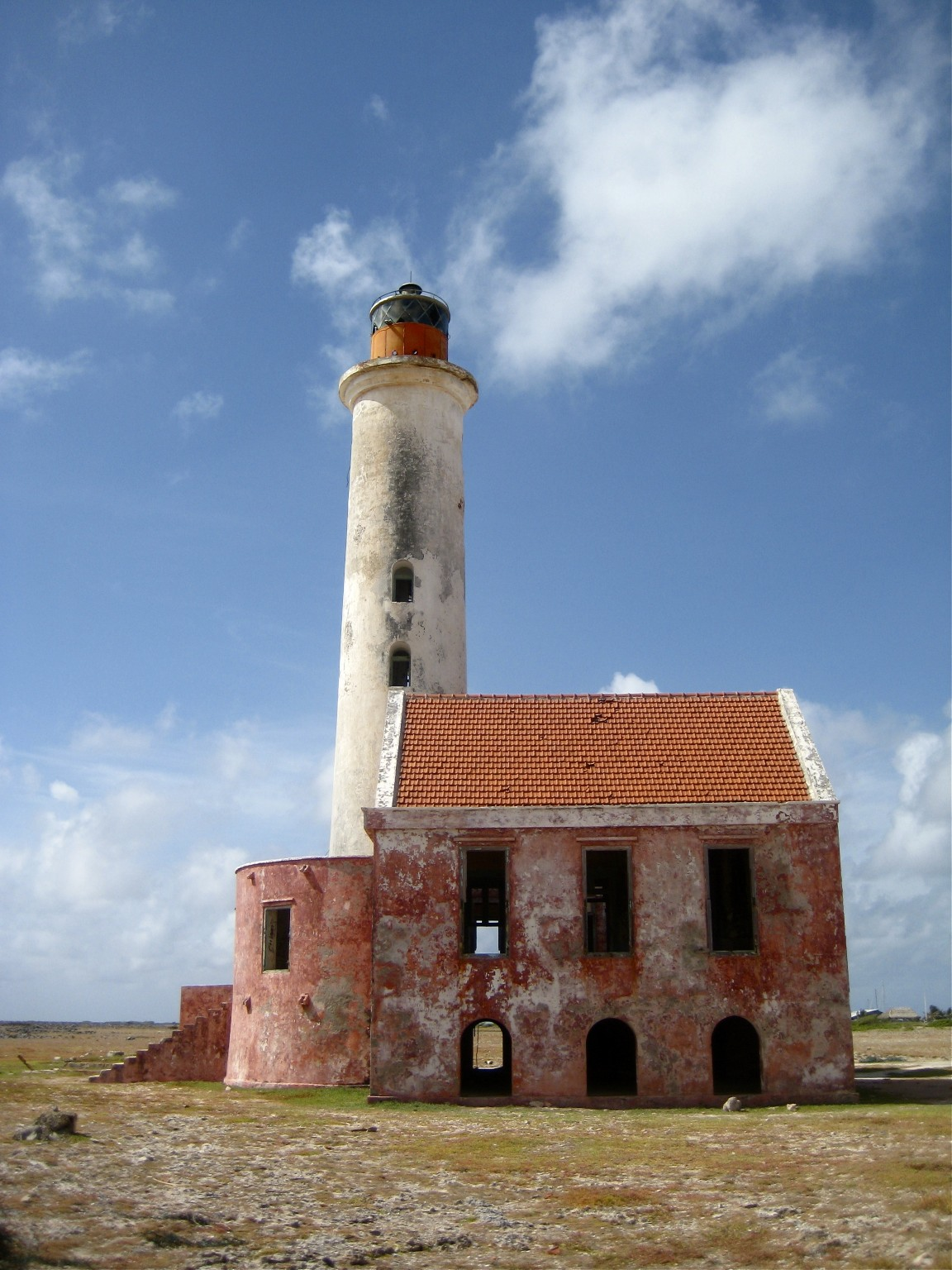
小库拉索岛的灯塔。塔高22米（66 英尺），由太阳能LED灯照明。

小库拉索岛（荷蘭語：Klein Curacao）是加勒比海中的一座岛屿，属于荷兰王国构成国库拉索和ABC群岛的一部分，位于库拉索岛东南部，面积1.7平方公里，岛上无人居住。小库拉索岛属于干旱多于降雨的沙漠气候（在柯本气候分类法分类为BWh或BWk）。